# Callia marginata
Callia marginata är en skalbaggsart som beskrevs av Maria Helena M. Galileo och Martins 2002. Callia marginata ingår i släktet Callia och familjen långhorningar. Inga underarter finns listade.